# Carl Gustav Fleischer
Carl Gustav Fleischer (Bjørnør, 28 februari 1883 - Ottawa, 19 december 1942) was een Noors generaal ten tijde van de Tweede Wereldoorlog.

## Biografie

### Vroege jaren
Carl Gustav Fleischer werd in het dorp Bjørnør geboren als de zoon van een Lutherse pastoor. Na de dood van zijn vader verhuisde hij met zijn moeder en groeide hij op in Trondheim. Hij volgde zijn opleiding aan de Noorse Militaire Academie en studeerde daar als een van de beste studenten in 1905 af. Twaalf jaar later werd Fleischer benoemd tot kapitein. Tussen 1919 en 1923 diende hij als stafofficier en tijdens zijn verblijf in Nord-Norge legde hij zich toe op het schrijven van militaire handboeken. In 1930 volgde de promotie tot majoor en vier jaar later tot kolonel. Aan de vooravond van de Tweede Wereldoorlog werd hij benoemd tot majoor-generaal.

### Tweede Wereldoorlog
Toen in 1939 de Winteroorlog tussen de Sovjet-Unie en Finland uitbrak pleitte Fleischer bij de Noorse regering om de militairen in Nord-Norge gereed te brengen voor een eventueel conflict. Met de aanvang van Operatie Weserübung werd hij aangesteld als bevelhebber van de Noorse troepen in Nord-Norge. Toen de oorlog daadwerkelijk uitbrak zat Fleischer vast in Vadsø en hij wist uiteindelijk naar Tromsø af te reizen van waar hij het bevel over zijn troepen kon voeren.
Als commandant van de zesde divisie was hij nauw betrokken bij de geallieerde herovering van Narvik op 28 mei 1940. De slag was de eerste geallieerde overwinning van de Tweede Wereldoorlog. Toen de slag om Frankrijk begon werd de geallieerde taskforce uit Noorwegen weggehaald. Zonder de hulp van de geallieerden stonden de Noren er alleen voor en konden ze haar posities niet behouden. De Noorse capitulatie werd op 9 juni getekend en Fleischer werd gevraagd om samen met koning Haakon VII en het Noorse kabinet in ballingschap te volgen nadat hij was benoemd tot bevelhebber van het Vrije Noorse Leger.

### Ballingschap
Fleischer was instaat om vrij snel een Noorse infanteriebrigade op te richten die gestationeerd was in Dumfries, Schotland. Door zijn koppige houding en het weigeren om compromissen te sluiten raakte hij in onmin met de Noorse regering in ballingschap. Tijdens zijn verblijf in het Verenigd Koninkrijk ontving hij verschillende onderscheidingen waaronder het Franse Croix de guerre. Door zijn houding werd hij door Johan Nygaardsvold gepasseerd als opperbevelhebber van Noorse leger die Wilhelm von Tangen Hansteen verkreeg. Hierdoor diende Fleischer zijn ontslag in.

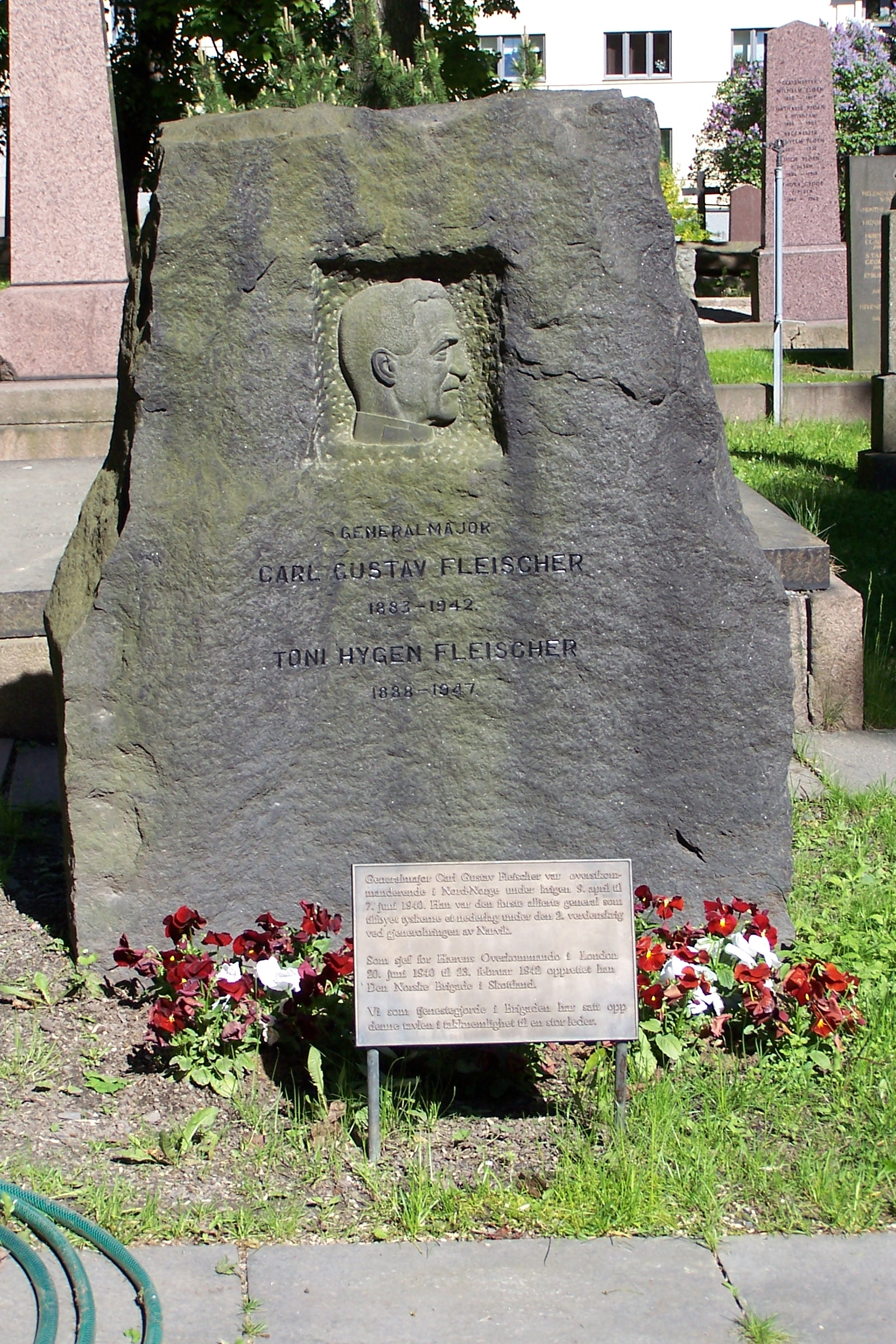
Het graf van Fleischer in Oslo

Het kabinet benoemde Fleischer dan ook tot de bevelhebber van het Noorse leger in Canada en op 1 december werd hij benoemd tot militair attaché van de Noren in Washington D.C.. Een benoeming die hij als een vernedering opnam. Dat was te veel om te slikken voor hem waarop hij op 19 december van dat jaar zijn leven benam door met zijn pistool op zijn hart te schieten. Toen zijn as naar Noorwegen werd gebracht na de oorlog werd hem een staatsbegrafenis geweigerd en zijn begrafenis werd alleen bijgewoond door de koning en de kroonprins. Ook bij de onthulling van zijn monument in Harstad was de Noorse Arbeiderspartij en kabinet niet aanwezig. Ook hier was de koning de enige hoogwaardigheidsbekleder die aanwezig was.